# Ormø
Ormø är en ö i Danmark. Den ligger i Region Själland, i den sydöstra delen av landet. Arean är 0,18 kvadratkilometer. Ön ligger i viken Holsteinborg Nor.
Terrängen på Ormø är mycket platt. Öns högsta punkt är 12 meter över havet. Den sträcker sig 0,4 kilometer i nord-sydlig riktning, och 0,6 kilometer i öst-västlig riktning. På ön finns lite skog och gräsmarker.